# معهد الإمام الشاطبي
معهد الإمام الشاطبي معْهد قرآني أنشئ عام 1410هـ على اسم «الإمام الشاطبي» تحت إشراف جمعية تحفيظ القرآن الكريم بمدينة جدة التابعة لمكه(خيركم)، موجهًا خدماته لكافة شرائح المجتمع في مجال القرآن الكريم وعلومه. ومن حين نشأته، فقد برز دوره الفاعل بما يقدمه من جهود نوعية يقوم بها نخبة من العلماء المتخصصين في مجال القرآن الكريم وعلمه، فتعددت أقسامه وتنوعت مجالاته لتجتمع كلها في تكوين صورة نوعية من العطاء المتكامل.

## الرؤية
تحقيق الجودة التعليمية من خلال عمل مؤسسي وبرامج معتمدة.

## الرسالة
مؤسسة غير ربحية تعنى بالتعليم والتدريب والنشر العلمي في مجال القرآن الكريم وعلومه من خلال برامج نوعية وتقنيات حديثة.

## الأهداف الإستراتيجية
1. إعداد وتأهيل العاملين في مجال القرآن الكريم.
2. التعريف ببرامج المعهد وإبراز دورة في خدمة المجتمع.
3. إحياء سنة الإقراء وتخريج المجازين في القراءات المختلفة.
4. استثمار التقنية والأساليب الحديثة في تعليم القرآن الكريم.
5. نشر البحوث والدراسات القرآنية وتيسير الوصول إليها.

## أولاً: قسم البرامج التعليمية
ويضم هذا القسم عدداً من الدبلومات المتخصصة منها:
- دبلوم إعداد معلمي القرآن الكريم (سنتين).
- دبلوم القراءات (سنتين).

وهذه البرامج تعنى بإشراف أكاديمي من عمادة خدمة المجتمع بجامعة الملك عبد العزيز بجدة.
كما يقدم برنامجاً للإعداد الشامل لمعلم القرآن الكريم في برنامج مكثف لمدة فصلٍ دراسي واحد.

## ثانياً: قسم المقارئ والإجازات القرآنية

### تعريفها
المقارئ القرآنية: هي حلقات قرآنية منتشرة في مدينة جدة تستهدف حفاظ القرآن الراغبين في إجازة في الروايات والقرآءات المختلفة.

### أهدافها
تهدف هذه المقارئ إلى:
- إحياء سنة الإقراء وتخريج حفّاظ مُجازين في القراءات القرآنية بمختلف مستوياتها.
- نشر علم التجويد والقراءات على أوسع نطاق بين كافة الأفراد المعنيين بالقرآن الكريم تلاوة وتجويداً.
- تسهيل وصول الحفّاظ إلى المشايخ المجِيزين والاستفادة منهم.
- الاهتمام بحفاظ القرآن الكريم ومساعدتهم في تثبيت حفظهم بتمكن وإتقان.

### مستويات المقارئ
1. إجازة في قراءة حفصٍ عن عاصم من طريق الشاطبية أو الطيبة.
2. إجازة في القراءات إفراداً.
3. إجازة في القراءات بالجمع (السبع، الثلاث المتممة للعشر الصغرى، العشر الكبرى).

## ثالثاً: قسم الدورات القرآنية
وهو قسم يعنى بتقديم الدورات التجويدية وتحسين التلاوة على مستويات مختلفة ويعنى بالمنظومات التجويدية بداية من تحفة الأطفال إلى متون القراءات كالشاطبية والطيبة.

## رابعاً: قسم التعليم الإلكتروني

### أهداف القسم
- تيسير تعليم التجويد لكافة الفئات من مختلف دول العالم.
- تسهيل وصول الحفاظ إلى المشايخ المجازين لعرض القرآن عليهم والاستفادة منهم.
- استخدام تقنيات العرض الحديثة لتطوير المناهج وعرضها بشكل تفاعلي.
- مواكبة التقنيات الحديثة في أنظمة التعليم الإلكتروني والاستفادة منها.

### أولاً: وحدة برامج التعليم عن بعد
وهي وحدة تعنى بنقل برامج المعهد ودبلوماته التعليمية إلى شتى أنحاء العالم عبر أنظمة التعلم عن بعد الحديثة.

### ثانياً:المقارئ الإلكترونية
نشأت أول مقرأة الإلكترونية في رجب عام 1424هـ. وكانت واحدة من بين مجموعة فعاليات دورة قرآنية نظمها المعهد في صيف عام 1423هـ، والتي كانت تفتح يومياً ولمدة ساعتين طيلة أيام الدورة، وكان لها إقبالٌ واسعٌ من جميع أنحاء العالم، مما شجع إدارة المعهد على تبني الفكرة وتحويلها لبرنامج جديد من برامج معهد الإمام الشاطبي للقرآن وعلومه.

## خامساً: مركز الدراسات والمعلومات القرآنية
وهو مركز متخصص في الدراسات القرآنية، والمعلومات المتعلقة بالقرآن وعلومه، تم افتتاحه مطلع شهر ربيع الأول من عام 1426هـ.

### أهداف المركز
يهدف المعهد من إنشاء هذا المركز إلى ما يلي:
1. توثيق علاقة المجتمع بالقرآن الكريم وهداياته.
2. نشر البحوث والدراسات القرآنية.
3. بناء قاعدة معلومات متخصصة في القرآن وعلومه.
4. التعاون والتنسيق مع الهيئات والمؤسسات العلمية والإعلامية لخدمة القرآن الكريم وعلومه.

### الخدمات التي يقدمها المركز
1. إجراء البحوث والدراسات في مجال علوم القرآن.
2. نشر الكتب المتميزة والمقالات المحكمة في مجال علوم القرآن.
3. التعريف بالإنتاج الفكري في مجال علوم القرآن وما يتعلق به.
4. إعداد مناهج ومقررات دراسية لمدارس تحفيظ القرآن الكريم.
5. مساعدة الباحثين والمستفيدين على الوصول إلى المعلومات القرآنية.

#### وحدة البحث العلمي
وتتولى القيام بمشاريع علمية بحثية في مجال اختصاص المركز، حيث يسعى المركز إلى إنجازها وإصدارها مستقبَلاً بإذن الله تعالى.

### وحدة النشر العلمي
تتولى نشر الأعمال الصادرة عن المركز والأعمال الواردة إليه بعد تحكيمها من قِبَل متخصصين.

## مجلة معهد الإمام الشاطبي للدراسات القرآنية
وهي مجلة علمية دورية محكمة تعنى بنشر الأبحاث والأعمال العلمية المتصلة بالقرآن وعلومه، تصدر مرتين في العام.

### أهداف المجلة
تشجيع البحث العلمي المتصل بالقرآن بنشر البحوث والدراسات التي تتحقق فيها شروط البحث العلمي، وإحياء النصوص التراثية المتصلة بعلوم القرآن، وتحقيق التواصل بين المعنيين بالدراسات القرآنية من خلال التقويم، وتبادل الخبرات، وفتح قنوات للحوار العلمي الهادف، عبر شبكة الإنترنت، ووسائل الاتصال الأخرى.

## سادساً: مركز التدريب
مركز التدريب بمعهد الإمام الشاطبي هو مركز تدريبي متخصص في تطوير وتأهيل الكفاءات في مجال الحلقات القرآنية من أجل الوصول إلى جدارة متميزة في تعليم القرآن الكريم وتحفيظه.
رسالة المركز: تحسين وتطوير القائمين على الحلقات القرآنية مهاريا وتربويا و فنيا وإداريا عبر برامج تدريبية متميزة.

## سابعاً: القسم النسائي
يقدم القسم النسائي دبلومات تعليمية تشمل:
- دبلوم إعداد معلمات القرآن الكريم.
- دبلوم إدارة المؤسسات التعليمية القرآنية.
- دبلوم القراءات.
- ودبلوم التفسير.
- دبلوم رياض الأطفال.

كما يحتوي القسم النسائي على وحدة للمقارئ والإجازات، ويقدم عديد من الدورات التدريبية لمعلمات القرآن الكريم، والعديد من الأنشطة والملتقيات المتخصصة.
كما يشرف القسم على روضة معهد الإمام الشاطبي للأطفال.

## إصدرات المعهد
أطلق المعهد إصدارات عديدة متخصصة في القرآن الكريم منها:
- دليل الكتب المطبوعة في الدراسات القرآنية حتى عام 1430هـ.
- الحسبة بشرح منظومة إتحاف الصحبة تأليف: محمد عبد الله بن الشيخ محمد الشنقيطي.
- الميسر في علم التجويد، تأليف: أ.د. غانم قدوري الحمد.
- الشرح الوجيز على المقدمة الجزرية، تأليف: أ.د. غانم قدوري الحمد.
- شرح المقدمة الجزرية، تأليف: أ.د. غانم قدوري الحمد.
- دليل أوعية تعليم القرآن الكريم.
- إقراء القرآن الكريم منهجه وشروطه وأساليبة وآدابه تأليف: دخيل بن عبد الله الدخيل.
- منهج الاستنباط من القرآن الكريم، تأليف: فهد مبارك بن عبد الله الوهبي.
- مفاهيم قرآنية في البناء والتنمية، تأليف: أ.د. عبد الكريم بكار.
- تجربة المقرأة القرآنية الثانية، تأليف: موسى بن درويش الجاروشة.
- المحرر في علوم القرآن، تأليف: د. مساعد بن سليمان بن ناصر الطيار.

## وصلات خارجية
- الموقع الرسمي